# Franciszek Ksawery d’Abancourt de Franqueville
Franciszek Ksawery d’ Abancourt de Franqueville (ur. w 1815 w Lesku, zm. w 1892 w Bolechowie), pseudonimy: Budzimir Socha, Strażnik Narodowy – literat, publicysta, naukowiec.
Autor szeregu prac z zakresu polityki, zagadnień ekonomicznych, gospodarczych i techniki. Uczył się w Sanoku, Samborze i Przemyślu. Studiował głównie w Wiedniu. Współredaktor „Dziennika Polskiego” wychodzącego we Lwowie w latach 1861–1862. Odbył specjalną podróż za granicę, by zbadać urządzenia szkół rolniczych, po czym zorganizował szkołę rolniczą w Dublanach. Z prac drukowanych najważniejsza Era konstytucyjna austro-węgierskiej monarchii od 1848 do 1881 (1881).
Był ojcem Heleny d’Abancourt de Franqueville.